# Saugatuck
Saugatuck é uma cidade localizada no estado americano de Michigan, no Condado de Allegan.

## Demografia
Segundo o censo americano de 2000, a sua população era de 1065 habitantes.
Em 2006, foi estimada uma população de 1031, um decréscimo de 34 (-3.2%).

## Geografia
De acordo com o United States Census Bureau tem uma área de
3,8 km², dos quais 3,1 km² cobertos por terra e 0,7 km² cobertos por água. Saugatuck localiza-se a aproximadamente 196 m acima do nível do mar.

## Localidades na vizinhança
O diagrama seguinte representa as localidades num raio de 24 km ao redor de Saugatuck.